# Mesovelia mulsanti
Mesovelia mulsanti är en insektsart som beskrevs av White 1879. Mesovelia mulsanti ingår i släktet Mesovelia och familjen vattenspringare. Inga underarter finns listade i Catalogue of Life.